# INSIDE (曲)
『INSIDE』（インサイド）は、藤井フミヤの18枚目シングル。2000年5月10日にソニー・ミュージックアソシエイテッドレコーズからリリースされた。

## 概要
前作から僅か1ヶ月でのリリース。フミヤ出演の日本テレビ系水曜ドラマ『天使が消えた街』エンディングテーマ。
ジャケットは娘が描いたイラスト。

## 収録曲
全曲作詞：藤井フミヤ
1. INSIDE（4:02）
作曲：石川よしひろ、編曲：富田素弘
2. Breakfast(4:15）
作曲：田中裕千、編曲：BEAT BEANS

## 楽曲の収録アルバム
- オリジナル『IN AND OUT』（2000年7月5日）